# متحف نيكولا تسلا
متحف نيكولا تيسلا (بالصربية:Музеј Николе Тесле / Muzej Nikole Tesle) يقع المتحف في وسط منطقة بلغراد ويحوي المتحف على أكثر من 160000 مستند أصلي، وأكثر من 2000 كتاب ودفاتر يومية، أكثر من 1200 جهاز تقني معروض، وأكثر من 1500 صورة فوتوغرافية وصور للأدوات والعناصر التقنية. بالإضافة إلى أكثر من 1000 مخطط ورسم.

## معلومات
أقيم المتحف في 5 ديسمبر، 1952, عنوان المتحف: كرونسكا 51, بلغراد.
المدير فلاديمير جيلينكوفيك، والقيّم على المتحف هو براتيسلاف ستوجيلجيكوفيك.

## تاريخ المتحف
متحف نيكولا تيسلا مقام في فيلا سكن بُنيت عام 1927 وهي من تصميم المهندس المعماري الصربي دراجيسا براسوفان. استخدم المبنى للعديد من الأغراض حتى الخامس من كانون الأول عام 1952, عندما صدر قرار بإحداث متحف نيكولا تيسلا من قبل الجمهورية الفيدرالية ليوغوسلافيا. مواد المتحف وصلت إلى بلغراد بناءً على قرار المحكمة الأمريكية. التي أقرّت بأنّ سافا كوسانوفيك، الذي هو ابن اخت تيسلا، هو الوريث الشرعي الوحيد لما تركه تيسلا.
وقد جاءت هذه التوصية في وصية تيسلا الأخيرة، قام كوسانوفيك بنقل كافة المستندات وأغراض تيسلا الشخصية من أمريكا إلى بلغراد في العام 1949.

## في يومنا هذا
يعد متحف تيسلا معهد فريد من نوعه في العلم والثقافة في صربيا وكل العالم. إنه المتحف الوحيد في العالم الذي يحفظ ميراث نيكولا تيسلا بحالته الأصلية.
مدير المتحف هو الدكتور فلاديمير جيلينكوفيك

## أعلام
- نيكولا تسلا

## وصلات خارجية
- الموقع الرسمي